# Yoko Isoda
Yoko Isoda (Osaka, 26 de agosto de 1978) é uma ex-nadadora sincronizada japonesa, medalhista olímpica.

## Carreira
Yoko Isoda representou seu país nos Jogos Olímpicos de 2000, ganhando a medalha de prata por equipes. 